# Maren Wiesler
Maren Wiesler (* 7. Februar 1993) ist eine ehemalige deutsche Skirennläuferin. Sie fuhr in den Disziplinen Slalom und Riesenslalom und gehörte von der Saison 2014/15 bis zur Saison 2017/18 dem A-Kader des Deutschen Skiverbandes an. 

## Biografie
Wiesler stammt aus dem Münstertal im Schwarzwald. 2009 wechselte sie ans Skiinternat Oberstdorf und schloss dort 2012 mit dem Abitur ab. Danach war sie Sportsoldatin der Bundeswehr und absolvierte ein Fernstudium. Im Alter von 15 Jahren nahm sie ab Dezember 2008 an FIS-Rennen und nationalen Juniorenrennen teil. Ihr erster bedeutender Erfolg war der deutsche Riesenlalom-Jugendmeistertitel im Jahr 2010. Im Januar 2012 folgten die ersten Einsätze im Europacup, den ersten Punktgewinn auf dieser Stufe realisierte sie im November desselben Jahres. Die Saison 2012/13 war von zahlreichen Ausfällen geprägt: Bei 49 Starts schied Wiesler 30 Mal aus. Am 16. März 2013 gewann sie den deutschen Slalom-Juniorenmeistertitel, zeitgleich mit Andrea Filser.
Ihr Weltcup-Debüt hatte Wiesler am 16. November 2013 beim Slalom in Levi. Mit der hohen Startnummer 66 fuhr sie überraschend auf Platz 23 und sicherte sich damit auf Anhieb die ersten Weltcuppunkte. Am 29. Januar 2014 gelang ihr in Sestriere die erste Podestplatzierung in einem Europacup-Slalom. Obwohl sie die Norm für die Weltmeisterschaften 2015 nicht erfüllt hatte, ging sie nach einem internen Qualifikationsrennen des DSV in den USA an den Start und belegte im Slalom einen guten zwölften Rang. Ihr bestes Ergebnis in einem Weltcupslalom erzielte sie am 5. Januar 2016 mit dem 11. Platz in Santa Caterina. Im August 2018 beendete sie ihre Karriere und begann ein Grundschullehramtsstudium.

## Erfolge

### Weltmeisterschaften
- Vail / Beaver Creek 2015: 12. Slalom
- St. Moritz 2017: 33. Riesenslalom

### Weltcup
- 1 Platzierung unter den besten zehn

### Weltcupwertungen
| Saison  | Gesamt | Gesamt | Riesenslalom | Riesenslalom | Slalom | Slalom |
| Saison  | Platz  | Punkte | Platz        | Punkte       | Platz  | Punkte |
| ------- | ------ | ------ | ------------ | ------------ | ------ | ------ |
| 2013/14 | 99.    | 15     | –            | –            | 40.    | 15     |
| 2014/15 | 90.    | 22     | –            | –            | 37.    | 22     |
| 2015/16 | 73.    | 67     | –            | –            | 27.    | 67     |
| 2016/17 | 84.    | 38     | –            | –            | 31.    | 38     |
| 2017/18 | 94.    | 31     | 50.          | 5            | 39.    | 26     |

### Europacup
- 4 Podestplätze, davon 1 Sieg

| Datum            | Ort    | Land     | Disziplin |
| ---------------- | ------ | -------- | --------- |
| 6. Dezember 2016 | Trysil | Norwegen | Slalom    |

### Juniorenweltmeisterschaften
- Roccaraso 2012: 32. Riesenslalom

### Weitere Erfolge
- Deutsche Juniorenmeisterin (Slalom 2013)
- Deutsche Jugendmeisterin (Riesenslalom 2010)
- 5 Siege in FIS-Rennen